# 韦莱-恩萨斯省
韦莱-恩萨斯省（西班牙語：Wele-Nzas）是非洲國家赤道幾內亞的一個省，位於木尼河地区東南部。東、南鄰加彭。面積5,026平方公里，2015年人口192,017人。首府蒙戈莫。